# Wangjiangjing (köpinghuvudort i Kina, Zhejiang Sheng, lat 30,88, long 120,71)
Wangjiangjing är en köpinghuvudort i Kina. Den ligger i provinsen Zhejiang, i den östra delen av landet, omkring 87 kilometer nordost om provinshuvudstaden Hangzhou. Antalet invånare är 111 121. Befolkningen består av 54 259 kvinnor och 56 862 män. Barn under 15 år utgör 13,0 %, vuxna 15-64 år 76 %, och äldre över 65 år 9,0 %.
Runt Wangjiangjing är det tätbefolkat, med 849 invånare per kvadratkilometer. Närmaste större samhälle är Jiaxing, 15,2 km söder om Wangjiangjing. Trakten runt Wangjiangjing består till största delen av jordbruksmark.
Genomsnittlig årsnederbörd är 1 712 millimeter. Den regnigaste månaden är juni, med i genomsnitt 277 mm nederbörd, och den torraste är november, med 65 mm nederbörd.